# 6499 Michiko
A 6499 Michiko (ideiglenes jelöléssel 1992 UV6) a Naprendszer kisbolygóövében található aszteroida. Masanori Hirasawa és Shohei Suzuki fedezte fel 1992. október 27-én.